# ファットクライアント
ファットクライアント（英: fat client）またはシッククライアント（英: thick client）は、クライアントサーバモデルにおいて、サーバとは独立に豊富な機能を提供するクライアントコンピュータである。古くは単にクライアントと呼ばれていたが、入出力以外の機能をほとんど持たないシンクライアントが登場したため、区別する形でこのように呼ばれるようになった。
ファットクライアントは少なくとも定期的なサーバまたはネットワークへの接続を必要とするが、多くの機能を接続なしで実行できるのが特徴である。対照的にシンクライアントは一般に自前での処理は必要最小限に抑え、入力データの処理や検証には毎回サーバにアクセスする必要がある。

## 概要
クライアントサーバ型アプリケーションを設計する場合、タスクのどの部分をクライアントで実行し、どの部分をサーバで実行するかを決定する。この決定はクライアントとサーバのコストに重大な影響を与え、アプリケーション全体の頑健性とセキュリティにも重大な影響を与える。さらに、後の修正や移植を設計する際の柔軟性にも影響を与える。
ユーザインタフェースの特性が設計における選択肢を狭めることが多い。例えば描画パッケージなら、サーバから画像をダウンロードした後は全ての編集をクライアント上でローカルに実施でき、編集の完了した画像を再びサーバに戻すという形になるだろう。この場合、クライアントはファットクライアントでなければならず、結果として（描画データの転送を行うため）開始時と終了時は遅いが、編集は速いという特徴を持つようになる。
逆にシンクライアントなら、画像の各パーツをサーバからダウンロードし、それらに修正を加えるたびにサーバに送信することになる。したがって開始時は速いが、編集は遅くなる。

### 歴史
本来、クライアントとしてはVT-100などの単純なビデオ表示端末を使っていた。ファットクライアントはパーソナルコンピュータ (PC) が広く普及するまで多用されることはなかった。シンクライアントが登場したのは、PCを初めとするファットクライアントが相対的に高価だったことが理由である。シンクライアントは安価であるため、より多くのユーザーにデスクトップコンピューティング環境をもたらすことが期待されていた。しかし、PCの価格が低下し、同時にソフトウェア価格も低下していったため、ファットクライアントの方が優勢となった。ユーザーから見ればファットクライアントの方が応答性がよく、GUIも優れていた。最近では、インターネットの普及に伴い、高性能なPCをクライアントとして使いながらも、システムの処理分担はシンクライアントモデルとする傾向がある。

## ファットクライアントの利点
- サーバへの要求が少ない。ファットクライアント自身がそれなりの処理を分担するので、サーバ側の性能はシンクライアントの場合ほど高くなくてよい。結果としてサーバが安価で済む。
- オフライン処理が可能。サーバと常時接続している必要がないことが多い。
- マルチメディア性能がよい。マルチメディアアプリケーションはサーバと常時接続する場合、高帯域幅を必要とする。例えばファットクライアントはテレビゲームに適している。
- 柔軟性が高い。オペレーティングシステムの中には、ローカルにそれなりのリソースが必要な設計になっているものがある。シンクライアントではそのようなソフトウェアを実行するのは難しい。